# Anschauungspädagogik
Anschauungspädagogik wird ein Ansatz des Konzeptwechsels im Unterricht genannt, der vom einseitigen Vortragen von Lehrinhalten zu einer mehr auf das aktive Verstehen orientierten Selbsttätigkeit der Schüler führt. Es handelt sich um ein didaktisches Modell. Historisch wird die Anschauungspädagogik auf Pestalozzi zurückgeführt. Viele Vorläuferkonzepte von Heimatkunde im 19. Jahrhundert können der Anschauungspädagogik zugeordnet werden. Anschaulicher Unterricht sollte bessere Vorstellungen, vor allem durch Bilder, hervorrufen. Im 19. Jahrhundert gab es verschiedene Varianten des Anschauungsbegriffs wie etwa Fröbels Begriff von der Tatanschauung, einige Herbartianer (nach Johann Friedrich Herbart) hielten die Märchen wiederum als Merkmal von Anschaulichkeit, andere wiederum den Einsatz von Unterrichtsbildern. 
Aus der Anschauungspädagogik ist im 20. Jahrhundert die mehr auf das Handeln der Lernenden orientierte Arbeitspädagogik als Teil der Reformpädagogik und später die Handlungsorientierung hervorgegangen. Auch in der neueren Diskussion hat der Anschauungsbegriff noch einen hohen Stellenwert. Er wird vor allem auf den Konzeptionen von Jean Piaget und Hans Aebli begründet.